# ＃PTGF出租女友
《#PTGF出租女友》（英文：P.T.G.F）是2021年香港愛情片，由鄭峰嵐編導，改篇自真人真事網絡小說，趙善恆、鄧月平領銜主演，以援交少女作主題。

## 角色
- 趙善恆飾 王家俊
- 鄧月平飾 芷純
- 張建聲飾 Albert
- 張沛樂飾 沙律姐
- 程美段飾 Lam
- 郭奕芯飾 波波
- 馬俊怡飾 Miu Miu
- 秦楚瀅飾 Wing
- 蘇凱琳飾 雯雯
- 葉俙賢飾 Amber
- 張家希飾 阿輝
- 張松枝飾 芷純後父
- 岑珈其飾 良仔
- 顏名漢飾 肥強
- 曾嘉晴飾 君怡
- 莫漢斌飾 網友宅男
- 江暉  飾 網友已婚男
- 陳莉寶
- 鐘培生
- 黃德几
- 鄧聲興
- 范德偉

## 題材相同電影
- 靚妹仔
- 微交少女
- 囡囡
- 澀谷24小時

## 外部連結
- 香港影庫上《＃PTGF出租女友》的資料（繁體中文）
- 豆瓣电影上《＃PTGF出租女友》的資料 （简体中文）